# Miss America (Bootstyp)

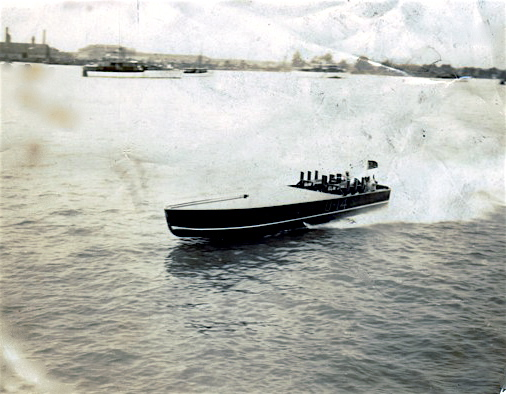
Gar Woods Miss America X auf dem Detroit River

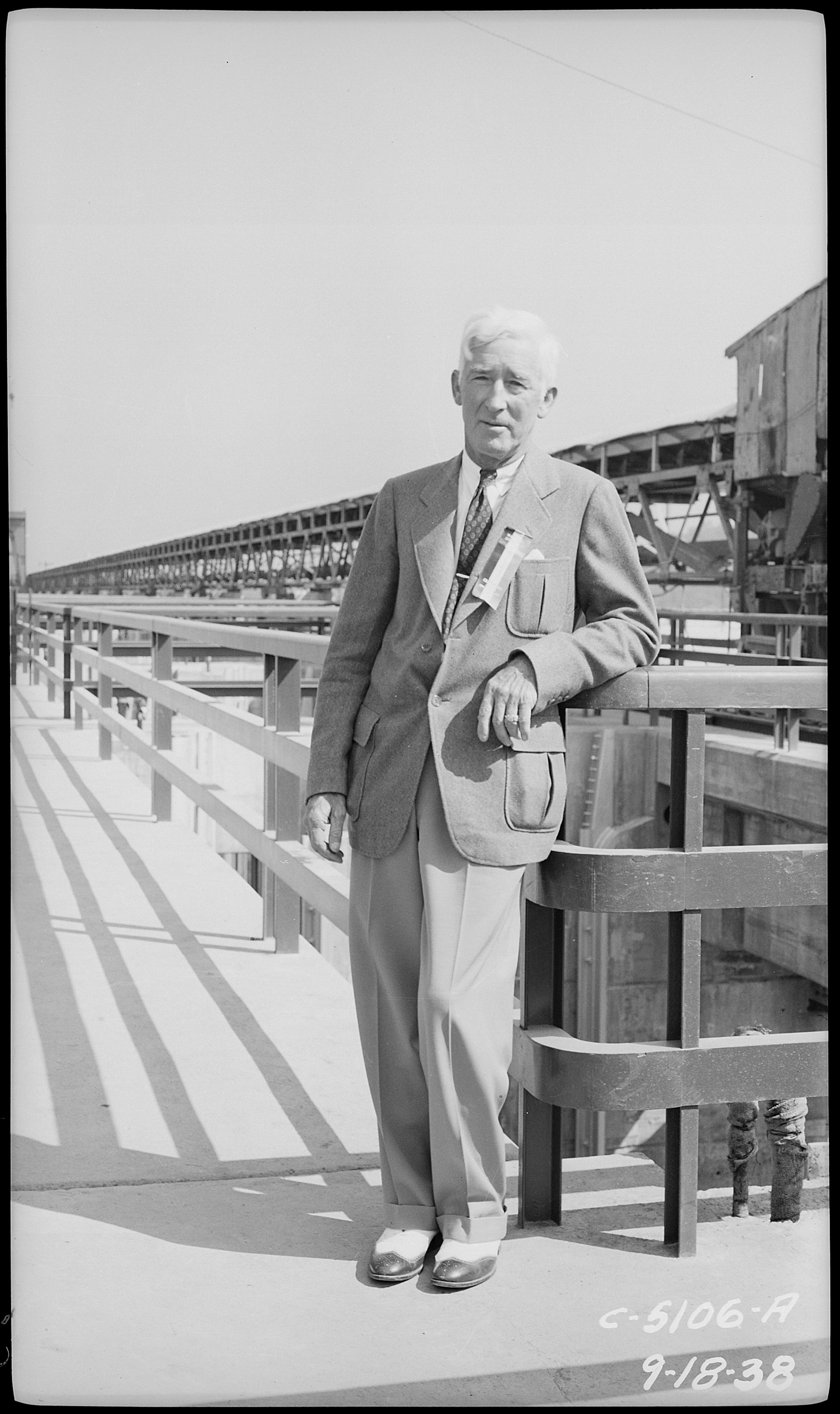
Garfield „Gar“ Wood, 1938

Miss America ist ein Bootstyp im weiteren Sinne. Er bezeichnet mehrere Rennboote, mit denen der US-Amerikaner Garfield „Gar“ Wood und sein Bruder George in den 1920er und 1930er Jahren sowohl bei Rundstreckenrennen, als auch bei Versuchen für den absoluten Geschwindigkeitsweltrekord auf dem Wasser sehr erfolgreich antraten. Insgesamt konnten mit verschiedenen Miss-America-Modellen neun Mal die prestigeträchtige Harmsworth Trophy gewonnen, und sieben absolute Water speed records aufgestellt werden.

## Die Boote

### Konstrukteur und Eigner
Garfield Arthur "Gar" Wood (* 4. Dezember 1880 in Mapleton, Iowa; † 19. Juni 1971 in Miami, Florida) war ein amerikanischer Erfinder, Unternehmer, Motorbootkonstrukteur und Rennfahrer. Ohne formale Ingenieurausbildung wurde Wood als „mechanical genius“ bezeichnet und hat wahrscheinlich mehr als jeder andere Amerikaner das Speedboot weiterentwickelt. Er war der erste Mann, der 100 Meilen pro Stunde auf dem Wasser fuhr, und der erste, der zwei Meilen pro Minute in einem Boot zurücklegte. Neben seiner Rennleidenschaft gründete und führte er eine Firma, in der er hochwertige Motorboote, wie zum Beispiel das Gar Wood Speedster produzierte. Er arbeitete sehr eng mit George Wood (einem seiner 12 Geschwister) zusammen, der bei manchen Rennen ein zweites MA-Boot (meist eine Vorgängerversion) fuhr, und ebenfalls einen Water Speed Record erzielte.
Gar Wood war der erste, der großvolumige Flugzeugmotoren in Speedbooten einsetzte, obwohl ihm Fachleute davon abgeraten hatten, da sie „zuviele empfindliche Teile hätten…“. Wood dachte anders und fand heraus, dass Flugzeugmotoren sogar zuverlässiger als Bootsmotoren waren, da in der Luft nur ein geringer Spielraum für Triebwerksausfälle bestand. Er kaufte einen Curtiss "12", modifizierte ihn und baute den Motor in sein damaliges Boot Miss Detroit III ein, und gewann auf Anhieb das 15. Gold Cup Race auf dem Detroit River. „Wir mussten kaum daran arbeiten“, sagte Wood.

### Allgemeines
Ein grundsätzlicher Unterschied zu ihren direkten Konkurrenten der Miss England-Serie war die Motorplatzierung bei den Miss America-Booten. Die Briten verbauten ihre RR-Triebwerke konsequent hinter dem Cockpit, während die US-Amerikaner das Frontmotor-Konzept verfolgten. Wood (USA) und Segrave (GBR) diskutierten dieses Thema:

„... I want those engines ahead of me when we crack up. If your hull blows to pieces, what chance have you? Those engines are a wall of steel in front of you.“

„... Ich möchte, dass diese Motoren vor mir liegen, wenn wir zerschellen. Wenn der Rumpf in Stücke gerissen wird, welche Chance haben wir dann? Diese Motoren sind wie eine Stahlwand vor uns.“

„... I've got to see the course ahead of me. I can't see with those engines spitting flames and gases in my face.“

„... Ich muss den Kurs vor mir sehen. Mit diesen Motoren, die mir Flammen und Abgase, in mein Gesicht spucken, kann ich das nicht.“

Die Boote der Miss-England-Serie waren mit nur einem Propeller ausgestattet. Das vereinfachte das Handling des Bootes, zum Beispiel beim Steuern. Die US-Amerikaner verfolgten einen anderen Weg. Ihre beiden Motoren trieben jeweils separate Wellen mit Propellern an. Das erforderte zwar größere Fähigkeiten des „Throttle-man“ um einen sauberen Geradeauslauf zu gewährleisten, ermöglichte aber (durch bewusst unterschiedliche Drehzahlen) ein schnelleres Durchfahren von Kurven (ähnlich dem Steuerprinzip von Kettenfahrzeugen). Bei Miss America X kamen sogar 4 Motoren zum Einsatz.

### Einzelne Modelle
- Miss America I: 1920 fuhr Gar Wood mit seinem ersten Speedboat Miss America I nach England, um um die begehrte Harmsworth Trophy zu kämpfen – heute ungefähr gleichwertig mit dem America’s Cup als internationalem Rennen. Wood hat gewonnen.[4]
- Miss America VI: Im August 1928 explodierte der Motor von Miss America VI am St. Clair River. Sein Mechaniker Orlin Johnson wurde schwer verletzt, erholte sich aber schließlich wieder. Wood, der wie immer seine eigenen Boote fuhr, blieb unverletzt.[4][6]
- Miss America VII: Nach dem Totalverlust von MA VI hatte Wood kein Boot für das nächste Rennen auf dem Detroit River im September. Also barg er seine Motoren aus dem 90 Fuß tiefen Wasser und entwarf und baute in nur 14 Tagen den Nachfolger, Miss America VII.[4] Siehe auch unten: Die Kontroverse 1931
- Miss America VIII: Das Boot wurde um das Jahr 2008 herum sehr aufwändig, nach Originalplänen restauriert.[7]
- Miss America IX: Der erste Rekord von Miss America IX, war das Durchbrechen der 100-Meilen-Marke auf dem Wasser. Gar Wood erreichte Anfang 1931 eine Höchstgeschwindigkeit von 102,256 mph. Später im Jahr erzielte sie 103.069 Meilen pro Stunde. Im Februar 1932 stellte Gar Wood einen weiteren Rekord mit 112.434 mph über die gemessene Seemeile auf. Miss America IX wurde von zwei 12-Zylinder-Packard-Motoren angetrieben, die in der ersten Version jeweils 1.200 PS leisteten. Nach etwa Mitte April 1931 wurden die Motoren mit Kompressoren ausgestattet, die die Leistung auf jeweils etwa 1.600 PS erhöhten.[8] Siehe auch unten: Die Kontroverse 1931
- Miss America X: Dieses Boot war vielleicht Woods größte Designleistung und wurde von Ingenieuren als "madman's dream" bezeichnet. Angetrieben von vier Motoren war das Boot das erste, das mehr als 2 IMeilen pro Minute fuhr: 124,915 mph (201,031 km/h). Das ist eine Geschwindigkeit, die auch 64 Jahre später immer noch eine respektable Zeit für das Gold-Cup-Rennen auf dem Detroit River darstellt. Im Jahr 1932 hatte Wood (nach den Querelen 1931) keine Probleme, Kaye Don in einem Rückkampf zu besiegen.[4] Miss America X war das letzte von Woods Miss-America-Booten und ohne Zweifel das beeindruckendste. Es war 38 Fuß (11,58 m) lang, wog 8 Tonnen und war mit vier 2490ci Packard 1M2500 V12-Triebwerken ausgestattet, die jeweils mit 2 Kompressoren eine Leistung von 1600 PS (1176,7 kW) erzielten – insgesamt 6400 PS (4707,1 kW). Jedes Motorpaar war gekoppelt, um je einen Backbord- und Steuerbord-Propeller anzutreiben.[9]

## Erfolge beim Harmsworth Cup

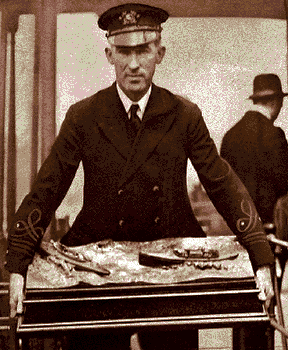
Garfield Wood mit der Harmsworth Trophy, dem Siegespreis des Cups

### Der Cup
Der Harmsworth Cup war das erste alljährlich veranstaltete internationale Motorbootrennen. Er wurde 1903 vom Zeitungsverleger Alfred Charles William Harmsworth ins Leben gerufen. Offiziell ist es ein Wettbewerb, der nicht zwischen einzelnen Teams, Booten oder Fahrern, sondern zwischen Nationen ausgetragen wird. Die Boote sollten ursprünglich vollständig von Staatsbürgern des antretenden Landes entworfen, gebaut und betrieben (gewartet und gefahren) werden. Dabei mussten Grund-Materialien und Bauteile verwendet werden, die vollständig in diesem Land verfüg- und produzierbar waren. Die Regeln wurden 1949 erstmals etwas gelockert.

### Die Kontroverse 1931
1931 fand der alljährliche Harmsworth Cup auf dem Detroit River statt. Hier trafen die Wood-Brüdern Garfield „Gar“ (mit der neuen Miss America IX) und George (mit der Miss America VIII des Vorjahres) und ihr größter Konkurrent, der Ire Kaye Don, der Miss England II fuhr, direkt auf einander. Vor einer geschätzten Menge von über einer Million Zuschauern gewann Don den ersten Lauf des Rennens. Miss America IX hatte durch Miss Englands Kielwasser Schäden am Rumpf erlitten und war trotz Reparaturen über Nacht am nächsten Tag nicht vollkommen einsatzbereit. Wood bat um eine Startverschiebung, damit die Reparaturen abgeschlossen werden könnten. Don pochte aber auf das Reglement. Miss America IX schaffte es bis zum zweiten Lauf, aber nur, indem Wood mit hoher Geschwindigkeit bis zur Startlinie raste. Im Rennen hatte Wood einen knappen Vorsprung vor Don, als sich Miss England II plötzlich in einer der Kurven überschlug, Don und sein Copilot blieben aber unverletzt. Wood konnte das Rennen beenden, aber sowohl er als auch Don wurden disqualifiziert, weil sie die Startlinie mehr als fünf Sekunden vor dem Signal überquert hatten. Dieser Vorfall und gegenseitige Vorwürfe der Protagonisten führten zu einer kontroversen Diskussion in der US-amerikanischen- englischen- und internationalen Presse, die wiederum zu ernsthaften Spannungen zwischen den beiden Sport-Nationen führte.

### Tabellarische Übersicht
| Jahr | Ort             | Boot              | Eigner        | Land | Pilot(en)   | Durchschnitt (mph) |
| ---- | --------------- | ----------------- | ------------- | ---- | ----------- | ------------------ |
| 1920 | Osborne Bay, UK | Miss America I    | Garfield Wood | USA  | Gar Wood    | 61.51              |
| 1921 | Detroit, USA    | Miss America II   | Garfield Wood | USA  | Gar Wood    | 59.75              |
| 1926 | Detroit, USA    | Miss America V    | Garfield Wood | USA  | Gar Wood    | 61.12              |
| 1928 | Detroit, USA    | Miss America VII  | Garfield Wood | USA  | Gar Wood    | 59.33              |
| 1929 | Detroit, USA    | Miss America VIII | Garfield Wood | USA  | Gar Wood    | 75.29              |
| 1930 | Detroit, USA    | Miss America IX   | Garfield Wood | USA  | Gar Wood    | 77.23              |
| 1931 | Detroit, USA    | Miss America VIII | Garfield Wood | USA  | George Wood | 85.86              |
| 1932 | Detroit, USA    | Miss America X    | Garfield Wood | USA  | Gar Wood    | 78.49              |
| 1933 | Detroit, USA    | Miss America X    | Garfield Wood | USA  | Gar Wood    | 86.94              |

## Erfolge beim Water Speed Record
Die Boote dieser Epoche waren nicht ausschließlich für den Einsatz an „klassischen“ Rennen auf Rundkursen ausgelegt, sondern nahmen auch an Versuchen für den Water speed record „WSR“ über die gerade 1-Meilen- beziehungsweise 1-Kilometer-Distanz teil. Dieser Rekord wird ähnlich dem Landgeschwindigkeitsrekord (Land speed record) in verschiedenen Klassen und Typen für motorisierte Wasserfahrzeuge ermittelt. Die ausführende Organisation ist hier die U.I.M. (Union Internationale Motonautique) in Monaco.
| Jahr | Datum         | Ort             | mph     | km/h    | Boot             | Pilot(en)   |
| ---- | ------------- | --------------- | ------- | ------- | ---------------- | ----------- |
| 1920 | 15. September | Detroit River   | 74,870  | 120,492 | Miss America I   | Gar Wood    |
| 1921 | 6. September  | Detroit River   | 80,567  | 129,660 | Miss America II  | Gar Wood    |
| 1928 | 4. September  | Detroit River   | 92,838  | 149,409 | Miss America II  | George Wood |
| 1929 | 23. März      | Indian Creek    | 93,123  | 149,867 | Miss America VII | Gar Wood    |
| 1931 | 20. März      | Indian Creek    | 102,256 | 164,565 | Miss America IX  | Gar Wood    |
| 1932 | 5. Februar    | Indian Creek    | 111,712 | 179,783 | Miss America IX  | Gar Wood    |
| 1932 | 20. September | St. Clair River | 124,86  | 200,94  | Miss America X   | Gar Wood    |

Nach Miss America X trat eine zunehmende Spezialisierung ein: Malcolm Campbell verwendete mit Blue Bird K3 erstmals ein Boot, das nur für die reine WSR-Jagd konstruiert worden war. 1950 konnte zwar Slo-Mo-Shun IV, als ursprüngliches Rundstreckenboot (mit einigen Modifikationen) als letztes Propeller-Boot den absoluten WSR-Rekord erringen, aber 1955 beendete Donald Campbell mit dem, von einem Jet-Triebwerk angetriebenen, Bluebird K7 endgültig die Ära des Wasserantriebs.